# Kanton Groix
Der Kanton Groix war bis 2015 ein französischer Wahlkreis im Arrondissement Lorient, im Département Morbihan und in der Region Bretagne. Er umfasste einzig die Gemeinde Groix (bretonisch: Enez Groe) auf der Île de Groix.

## Bevölkerungsentwicklung
| 1962  | 1968  | 1975  | 1982  | 1990  | 1999  | 2006  | 2012  |
| ----- | ----- | ----- | ----- | ----- | ----- | ----- | ----- |
| 3.525 | 3.161 | 2.727 | 2.605 | 2.472 | 2.275 | 2.266 | 2.223 |

## Geschichte
Der Kanton entstand erst 1923 durch Abspaltung vom Kanton Port-Louis.